# Ильген, Карл Давид
Карл Давид Ильген (нем. Karl David Ilgen; 26 февраля 1763 — 17 сентября 1834, Берлин) — немецкий богослов и педагог.

## Биография
Учился в Лейпциге, в 1789 ректор городского училища в Наумбурге, в 1794 назначен профессором восточных языков в Йенском университете, с 1802—1831 ректор школы в Пфорте. Последние три года своей жизни Ильген прожил в Берлине. Из его филологических сочинений известны: «Hymni Hîmerici» (Галле, 1791) и «Scholia sive carmina convivalia Graecorum» (Иена, 1798).
Из его богословских трудов своим свободным духом исследования обратили на себя внимание «Natura atque virtutes Jobi» (Лпц., 1798) и «Urkunden des ersten Buches Moses in ihrer Urgestalt» (Галле, 1798). Также опубликованы его небольшие исследования под общим заглавием: «Opuscula philologica» (Эрфурт, 1797, 2 т.).